# Albert Jan Maat
Albert Jan Maat  (* 8. Februar 1953 in Heino) ist ein niederländischer Politiker der Partei Christen-Democratisch Appèl (CDA). Seit dem 20. September 2013 ist er Präsident des europäischen Bauernverbandes.
Er war von 1999 bis 2007 Mitglied des Europäischen Parlaments für die Niederlande und in dieser Zeit Stellvertretender Vorsitzender im Ausschuss für Landwirtschaft und ländliche Entwicklung (2002 bis 2004) sowie im Ausschuss für internationalen Handel (2007). Er war vor allem auch mitverantwortlich für die Kooperationsausschüsse der Europäischen Union mit Kasachstan, Kirgisistan und Usbekistan sowie für die Beziehungen zu Tadschikistan, Turkmenistan und der Mongolei. Seit 2007 arbeitet er für die Landwirtschaftsorganisation Land- en Tuinbouworganisatie (LTO) in den Niederlanden.